# Магнус Свенссон
Магнус Свенссон (швед. Magnus Svensson, нар. 10 березня 1969) — шведський футболіст, що грав на позиції півзахисника.
Виступав, зокрема, за клуби «Гальмстад» та «Брондбю», а також національну збірну Швеції, у складі якої був учасником чемпіонату світу та Європи.

## Клубна кар'єра
У дорослому футболі дебютував 1988 року виступами за аматорську команду «Вінберг», в якій провів шість сезонів, взявши участь у 126 матчах чемпіонату.
Своєю грою за цю команду привернув увагу представників тренерського штабу клубу «Гальмстад», що виступав у Аллсвенскан (вищій лізі чемпіонату Швеції), до складу якого приєднався на початку 1994 року. Дебютував у Аллсвенскан 5 квітня 1994 року в матчі проти «Норрчепінга» (2:3). Відіграв за команду з Гальмстада наступні три сезони своєї ігрової кар'єри. Більшість часу, проведеного у складі «Гальмстада», був основним гравцем команди і допоміг їй виграти шведський чемпіонат (1997) та Кубок (1995).
Згодом у сезонах 1998 і 1999 років грав у складі норвезького «Вікінга». Грав з командою у Кубку УЄФА 1999/00, забив гол португальському «Спортінгу».
У 2000 році перейшов у данський «Брондбю». Дебютував у Суперлізі 12 березня 2000 року в матчі проти «Есб'єрга» (2:3). Єдиний гол у чемпіонат Данії забив 4 листопада 2001 року у ворота клубу «Вейла». В тому ж сезоні він став з командою чемпіоном Данії.
У 2002 році повернувся в «Гальмстад». У сезоні 2004 зіграв у всіх матчах клубу в чемпіонаті, причому у всіх з них виходив у стартовому складі і лише в одному матчі був замінений. Завершив професійну кар'єру футболіста виступами за команду «Гальмстад» у 2006 році.

## Виступи за збірну
22 лютого 1996 року дебютував в офіційних матчах у складі національної збірної Швеції в грі товариського Кубка Карлсберга проти команди Японії, Швеція виграла в серії пенальті.
У складі збірної був учасником чемпіонату Європи 2000 року у Бельгії та Нідерландах, на якому зіграв у двох матчах, та чемпіонату світу 2002 року в Японії і Південній Кореї, зігравши у чотирьох матчах.
Останній раз зіграв за збірну 11 червня 2003 року в відбірковому матчі до Євро-2004 проти Польщі. Протягом кар'єри у національній команді, яка тривала 8 років, провів у формі головної команди країни 31 матч, забивши 2 голи: 12 лютого 2001 року Китаю та 13 лютого 2002 року Греції.; обидві гри закінчилися з рахунком 2:2

## Досягнення
- Володар Кубка Швеції 1995
- Чемпіон Швеції 1997
- Чемпіон Данії 2001/02